# Археологічне управління Індії
Археологічне управління Індії (англ. Archaeological Survey of India, ASI, гінді भारतीय पुरातत्‍व सर्वेक्षण) — індійська урядова організація, один з підрозділів міністерства культури Індії. Відповідає за дослідження в області археології і захист культурних пам'ятників. Основною діяльністю управління є «відкриття, розкопки, збереження і захист пам'ятників і місць національного і міжнародного значення».
Археологічне управління Індії було утворене замість Азійського товариства, що виконувало ті ж функції на територіях Британської Ост-Індської компанії. В сучасній формі Археологічне управління Індії було засновано в 1861 році, незадовго після утворення Британської Індії за підтримки віце-короля Чарльза Каннінґа. Першим керівником організації став знаменитий археолог Александер Каннінґем. Після отримання Індією незалежності, статус Археологічного управління Індії був визначений законом 1958 року «Ancient Monuments and Archaeological Sites And Remains Act».
| Прапор Індії | Це незавершена стаття про Індію. Ви можете допомогти проєкту, виправивши або дописавши її. |